# Ô tác đuôi trắng
Ô tác đuôi trắng (danh pháp khoa học: Afrotis afraoides) là một loài chim trong họ Ô tác. Ô tác đuôi trắng sinh sống ở Angola, Botswana, Lesotho, Namibia, và Nam Phi. Nó chủ yếu sinh sống ở đồng cỏ mở và cây bụi.